# Пугачёвский сельсовет (Оренбургская область)
Пугачёвский сельсовет — сельское поселение в Оренбургском районе Оренбургской области Российской Федерации.
Административный центр — посёлок Пугачёвский.

## История
24 сентября 2004 года в соответствии с законом Оренбургской области № 1472/246-III-ОЗ образовано сельское поселение Пугачёвский сельсовет, установлены границы муниципального образования.

## Население
| 2010  | 2012  | 2013  | 2014  | 2015  | 2016  | 2017  |
| ----- | ----- | ----- | ----- | ----- | ----- | ----- |
| 1393  | ↘1386 | ↗1399 | ↗1405 | ↗1437 | ↗1446 | ↘1423 |
| 2018  | 2019  | 2020  | 2021  |       |       |       |
| ↗1430 | ↘1411 | ↗1419 | ↘1412 |       |       |       |

## Состав сельского поселения
| № | Населённый пункт | Тип населённого пункта          | Население |
| - | ---------------- | ------------------------------- | --------- |
| 1 | Джеланды         | посёлок                         | 176       |
| 2 | Паника           | село                            | 381       |
| 3 | Пугачёвский      | посёлок, административный центр | ↘836      |